# Септьен, Карлос
Ка́рлос Септье́н Гонса́лес (исп. Carlos Septién González; 18 января 1923 года — 1978) — мексиканский футболист, играл на позиции нападающего. Участник чемпионатов мира (1950, 1954).

## Биография

### Клубная карьера
В течение восьми сезонов Септьен играл за «Реал Эспанья», в составе которой завоевал чемпионский титул в 1945 году. В 1950 году перешёл в «Атланте», в котором отыграл один сезон и выиграл Кубок Мексики. В 1951 году перешёл в «Тампико», в составе которого в 1953 году выиграл чемпионский титул. Завершил карьеру игрока в 1954 году.

### Карьера в сборной
В составе сборной Мексики принимал участие на чемпионате мира 1950 года, где сыграл в двух матчах на групповом этапе со сборными Бразилии (0:4) и Югославии (1:4).
Принимал участие на Панамериканском чемпионате 1952 года, где был основным игроком и сыграл в 5 матчах на турнире. 10 апреля 1952 года в матче со сборной Панамы оформил хет-трик — Мексика выиграла матч со счётом 4:2. Всего на том турнире он забил 4 гола, разделив третье место среди бомбардиров турнира вместе с уругвайцем Хулио Аббади и бразильцем Балтазаром.
На чемпионате мира 1954 года был в составе сборной Мексики, но на поле не выходил. Всего за сборную Мексики сыграл 13 матчей и забил 6 голов.

## Достижения
«Реал Эспанья»
- Чемпион Мексики (1): 1944/45
- Обладатель Кубка Мексики (1): 1943/44

«Атланте»
- Обладатель Кубка Мексики (1): 1950/51

«Тампико»
- Чемпион Мексики (1): 1952/53